# アドリアーノ・チェチオーニ
アドリアーノ・チェチオーニ（Adriano Cecioni、1836年7月26日 - 1886年5月23日）はイタリアの画家、彫刻家、イラストレーターである。「マッキア派」の芸術家として扱われることもある。

## 略歴
フィレンツェの地主階級の家に生まれた。1859年からフィレンツェの美術学校(Accademia delle Arti del Disegno)で彫刻家のコストーリ(Aristodemo Costoli)に学んだ。同じ年に第二次イタリア独立戦争に友人の画家、テレマコ・シニョリーニとともに参加した。翌年、戦争の結果生まれた、トスカーナ臨時政府の募集した戦争記念の美術作品のコンペティションにサヴォイア国王カルロ・アルベルトの像の案で応募し、入賞したが、アカデミーの会員に不評で制作を依頼されることはなかった。

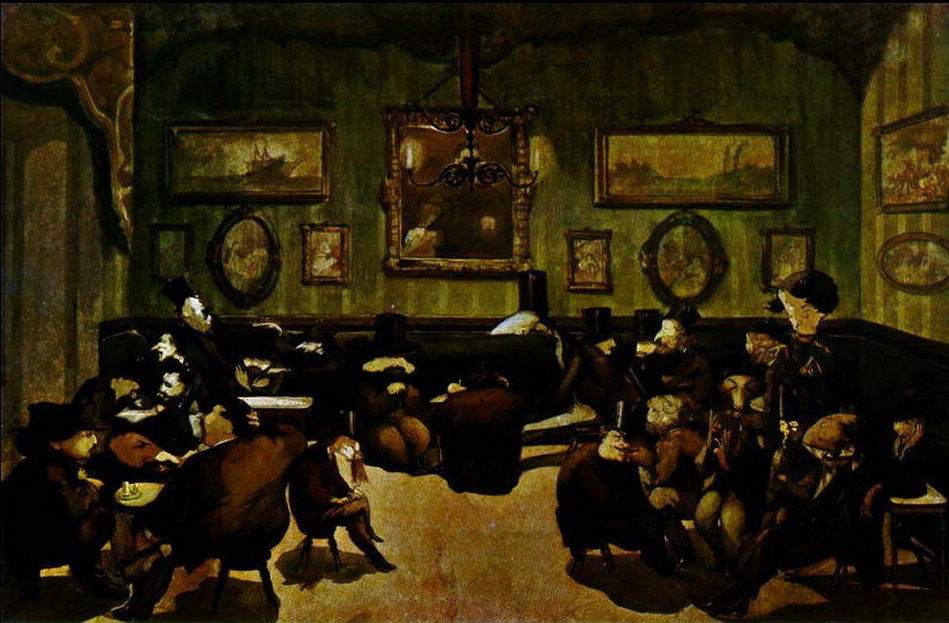
アドリアーノ・チェチオーニ作、「カッフェ・ミケランジョロ」(1861)このカフェが「マッキア派」の拠点となった。

1863年に奨学金を得て、ナポリに留学し、ナポリでは、ジュゼッペ・デ・ニッティスやマルコ・デ・グレゴリオ、フェデルコ・ロッサーノらとナポリ近郊のポルティチや、現在はエルコラーノの一部になった海辺のレジーナ地区で風景画を描き、「レジーナ派」と呼ばれるグループの一人として活動した。この時期の彫刻作品には「Suicide」があり、1867年のフィレンチェの展覧会に出展した。1867年までナポリで活動した。
フィレンツェに戻りしばらく、活動した後、1870年からフランスに移り、1872年にロンドンに移った。ロンドンでは雑誌「バニティ・フェア」の カリカチュアも描いた。
1870年代は美術史家として働き、1884年から女子教員養成所(Istituto di Magistero Femminile)で美術を教えた。

## 作品

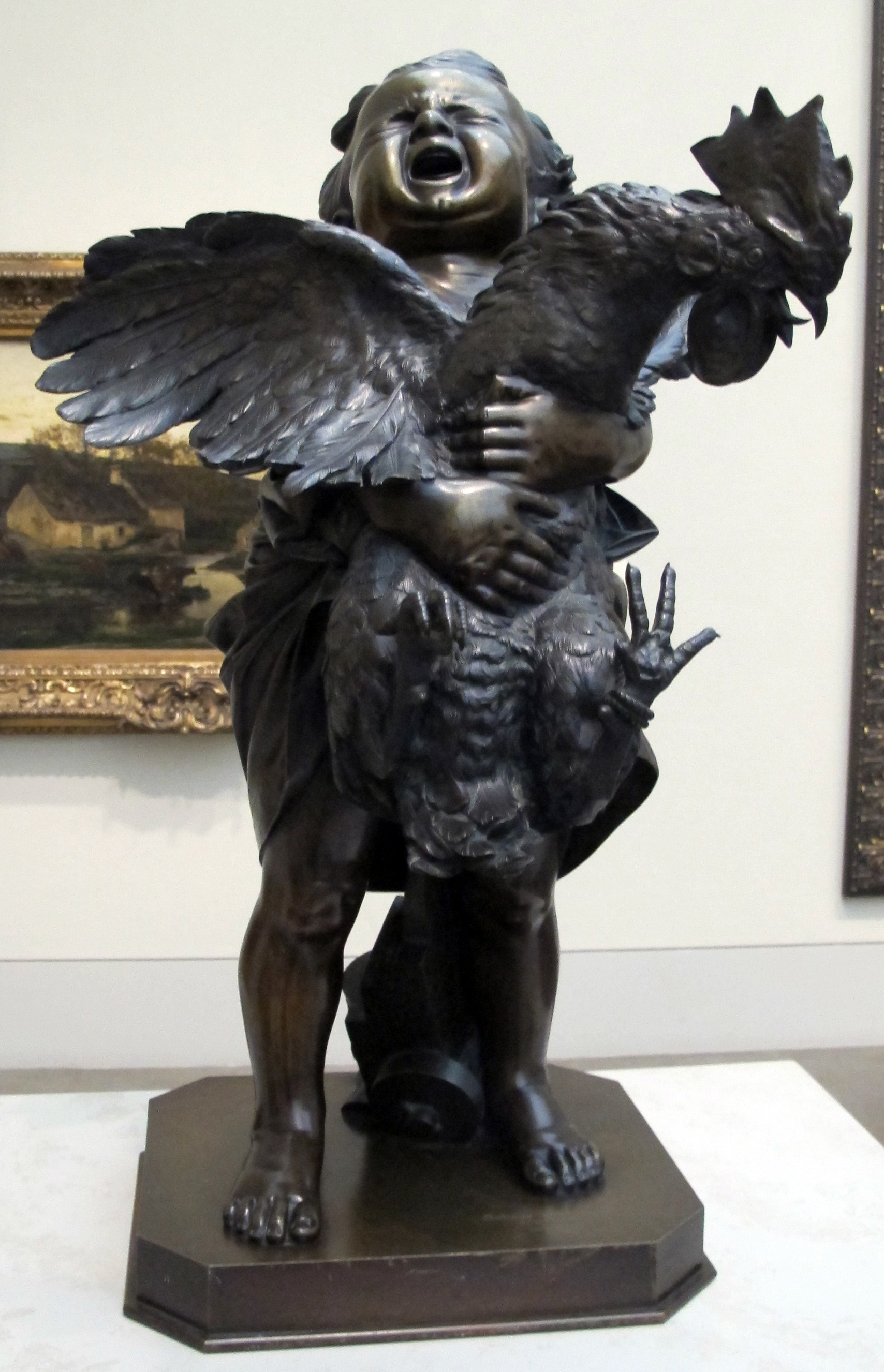
(彫刻)「オンドリと幼児」
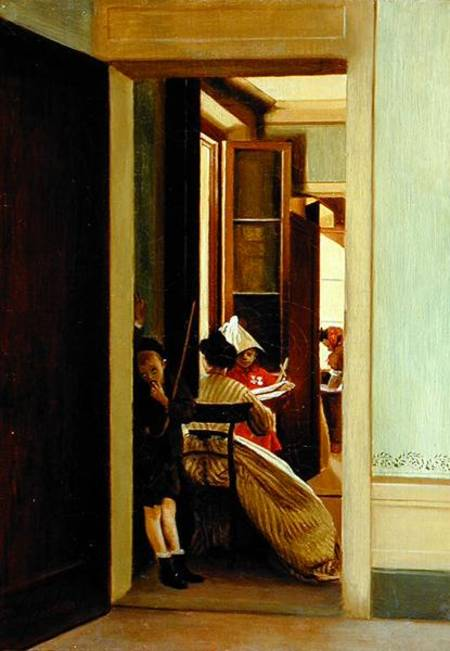
「ゲームの中断」(1863/1867)
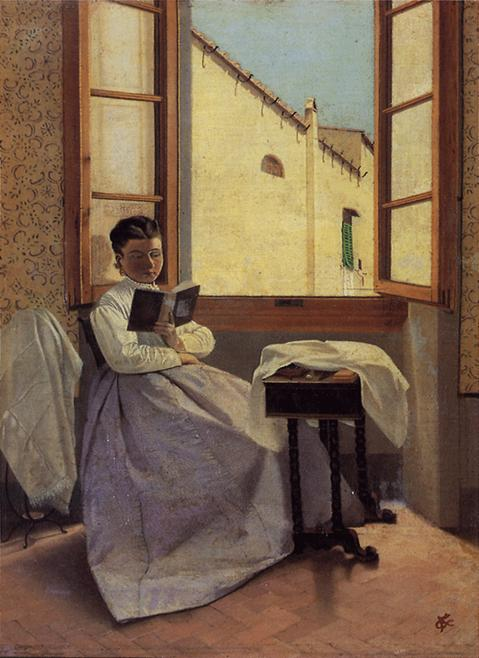
"La zia Erminia" (1867/1870)
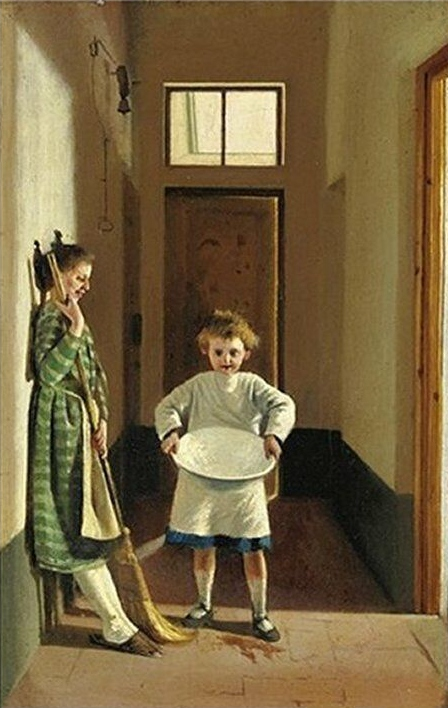
「家事」(1869)
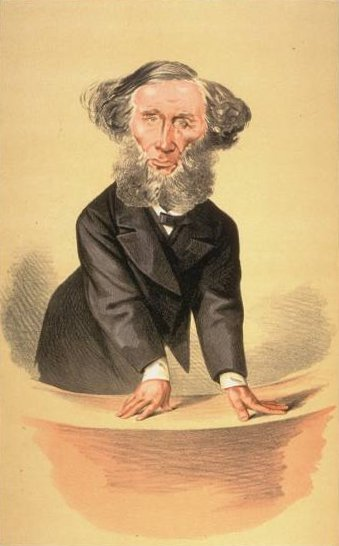
(カリカチュア)ジョン・ティンダル (1872)
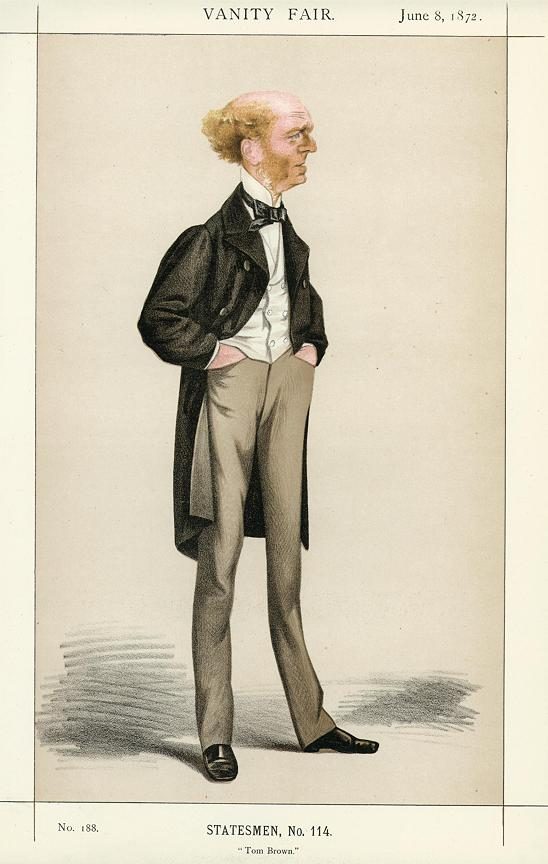
(カリカチュア)トマス・ヒューズ-法律家